# Paraeuchaeta hansenii
Paraeuchaeta hansenii är en kräftdjursart som först beskrevs av With 1915.  Paraeuchaeta hansenii ingår i släktet Paraeuchaeta och familjen Euchaetidae. Inga underarter finns listade i Catalogue of Life.